# Proudhon și copiii săi
Proudhon și copiii săi este un portret de grup în ulei pe pânză realizat de pictorul francez Gustave Courbet, creat în 1865, care se află în prezent la Petit Palais din Paris. Figura principală este o imagine realizată postum a filosofului francez Pierre-Joseph Proudhon, care apare alături de cei doi copii ai săi citind și jucându-se.

## Istorie
Courbet a mai dat alte două titluri acestui tablou, și anume Proudhon și familia sa și Pierre Joseph Proudhon și copiii săi în 1853. O scrisoare a pictorului către Jules-Antoine Castagnary, din 14 iulie 1867, sugerează că în locul coșului și al fotoliului de răchită acoperit cu țesături ar fi apărut Eufrasia, soția filosofului. Pânza a fost, prin urmare, repictată, cu puțin timp înainte de marea expoziție personală a artistului din 1867. Tabloul pare a priori a fi un omagiu postum adus lui Pierre-Joseph Proudhon, care a murit la 20 ianuarie 1865, dar în realitate, pictorul, știind că prietenul său era bolnav, a avut ideea, cu puțin timp înainte de moartea acestuia, de a executa o serie de portrete care să-l înfățișeze. De asemenea, a realizat două portrete în bust, unul înfățișându-l pe Proudhon, iar celălalt pe soția sa.
Confiscat împreună cu alte tablouri ale lui Courbet la Durand-Ruel în iunie 1873, a fost vândut la 26 noiembrie 1877 lui Jean-Hubert Debrousse, care l-a achiziționat cu 1.500 de franci, când prețul cerut era de 5.000 de franci. După moartea lui Debrousse, colecția sa a fost scoasă la licitație în aprilie 1900. Tabloul a fost apoi cumpărat pentru 6.150 de franci de către orașul Paris, iar în prezent este expus la Petit Palais.

## Descriere
Filozoful, îmbrăcat într-o bluză și pantaloni din pânză de Nîmes, este înfățișat așezat, pozând cu mâna stângă pe față și cu mâna dreaptă pe picior, având în stânga sa cele două fiice ale sale, una care citește, în timp ce cealaltă se ocupă cu activități ludice. Proudhon este așezat pe treptele din fața intrării în apartamentul parizian în care locuia la intersecția dintre vechea Rue d'Hell 146 și Rue Notre-Dame-des-Champs. Sunt patru cărți, o cutie cu creioane și un manuscris, sub care, trasat în piatra ultimei trepte, se poate citi „PJP 1853”.